# Швабе
Швабе (њем. Schwaben, једн. Schwabe) етнички су Нијемци који живе или имају коријене у културној и лингвистичкој области Швабија, која је данас подијељена између њемачких конститутивних држава Баден-Виртемберг и Баварска.
Име је изведено из средњовјековног Војводства Швабија, једног од њемачких племенских војводстава, представљајући подручје Алеманије, чији су становници себе називали Алеманима или Свевима. Ова територија би укључивала сва алеманскоњемачка подручја, али савремени концепт Швабије је ограниченији, због распада Војводства Швабије у 13. вијеку. Швабија, како је схваћена у савременој етнографији, приближно се поклапа са Швапским кругом Светог римског царства током раног новог вијека.